# Tubular Bells
Tubular Bells este albumul de debut al muzicianului englez Mike Oldfield, lansat în 1973. A fost primul album lansat de casa de discuri Virgin Records. 
Piesa a fost mai târziu orchestrată de David Bedford pentru versiunea The Orchestral Tubular Bells având și trei continuări în anii '90: Tubular Bells II (1992), Tubular Bells III (1998) și The Millennium Bell (1999). În final, albumul a fost reînregistrat în întregime în 2003 odată cu aniversarea de 30 de ani de la lansarea originalului. Această reînregistrare a fost lansată sub numele de Tubular Bells 2003. 
O nouă reeditare remasterizată și mixată a albumului original a apărut în iunie 2009 prin Mercury Records fără material bonus.

## Tracklist
1. "Tubular Bells, Part 1" (25:36)
2. "Tubular Bells, Part 2" (23:20)

- Ambele compoziții au fost scrise și compuse de Mike Oldfield.

## Single
- "Mike Oldfield's Single" (1974)